# Суперкубок Мексики по футболу
Суперкубок Мексики, также известный как Суперкубок MX (исп. Supercopa de México; Supercopa MX) — ежегодное футбольное соревнование, проводящееся с 2014 года. Трофей оспаривают в одном матче (за исключением первого розыгрыша) обладатели Кубка Апертуры и Кубка Клаусуры Мексики прошедшего сезона.
В футбольной истории Мексики с 1942 по 1989 год проводился турнир между чемпионом и обладателем Кубка страны, то есть по формату турнир «Чемпион чемпионов» (Campeón de Campeones) полностью соответствовал традиционному, «европейскому», Суперкубку. В 1990-е годы в Мексике за сезон стало выявляться по два чемпиона страны (формат Лето—Зима, впоследствии Апертура и Клаусура). С 2003 года за возрождённый титул «Чемпиона чемпионов» стали бороться чемпионы Апертуры и Клаусуры прошедшего сезона.
В связи с возрождением Кубка Мексики в 2014 году был учреждён новый турнир, название которого на испанском языке — Supercopa MX. Суперкубок Мексики стали оспаривать победители двух кубковых турниров, проводившихся в ходе минувшего сезона — Кубка Апертуры и Кубка Клаусуры, и его не следует путать с турниром «Чемпион чемпионов».
В современной иерархии футбольных турниров Суперкубок Мексики стоит ниже, чем «Чемпион чемпионов» — об этом свидетельствует то, что в случае, если чемпион Мексики одновременно выигрывает Кубка Апертуры или Клаусуры, он отправляется оспаривать именно трофей «Чемпион чемпионов», а его место в Суперкубке занимает его действующий обладатель.
Отличительной особенностью Суперкубка Мексики является то, что со второго розыгрыша трофей разыгрывается не просто на нейтральном поле, но и за пределами самой Мексики. В 2015 году матч прошёл на «Тойота Стэдиум» (Фриско, штат Техас, США). С 2016 года проходит на стадионе «Стабхаб Сентер» в городе Карсон (штат Калифорния, США).

## Победители по годам
| Результаты матчей за Суперкубок Мексики | Результаты матчей за Суперкубок Мексики | Результаты матчей за Суперкубок Мексики | Результаты матчей за Суперкубок Мексики |
| Сезон                                   | Обладатель Кубка Апертуры               | Счёт                                    | Обладатель Кубка Клаусуры               |
| --------------------------------------- | --------------------------------------- | --------------------------------------- | --------------------------------------- |
| 2014                                    | Монаркас Морелия                        | 4:1 1:3 (общ. 5:4)                      | УАНЛ Тигрес                             |
| 2015                                    | Монаркас Морелия                        | 0:1                                     | Пуэбла                                  |
| 2016                                    | Гвадалахара                             | 2:0                                     | Веракрус                                |
| 2017                                    | Керетаро                                | 2:0                                     | Америка                                 |
| 2018                                    | Монтеррей                               | 0:1                                     | Некакса                                 |
| 2019                                    | Крус Асуль                              | 4:0                                     | Некакса                                 |

## Победы по клубам
- Крус Асуль - 1
- Монаркас Морелия — 1
- Некакса — 1
- Керетаро — 1
- Гвадалахара — 1
- Пуэбла — 1

### Комментарии
1. ↑  Обладателем Кубка Апертуры 2014 стал «Сантос Лагуна». Однако эта команда также стала чемпионом Клаусуры 2015, получив право сыграть за трофей «Чемпион чемпионов 2015». «Сантос Лагуну» в матче за Суперкубок Мексики заменил действующий обладатель трофея — «Монаркас Морелия».
2. ↑  Обладателем Кубка Клаусуры 2017 стала «Гвадалахара». Однако эта команда также стала чемпионом Клаусуры 2017, получив право сыграть за трофей «Чемпион чемпионов 2017». А, поскольку «Гвадалахара» ещё была и действующим обладателем Суперкубка, её место в Суперкубке 2017 года заняла «Америка» в качестве команды, набравшей наибольшее количество очков в розыгрыше Кубка Мексики среди команд, не квалифицировавшихся ни в матч за трофей «Чемпион чемпионов», ни в матч за Суперкубок.
3. ↑  Обладателем Кубка Клаусуры 2019 стала «Америка». Однако эта команда также стала чемпионом Апертуры 2018, получив право сыграть за трофей «Чемпион чемпионов 2019». «Америку» в матче за Суперкубок Мексики заменил действующий обладатель трофея — «Некакса».